# Vital Brazil
Vital Brazil Mineiro da Campanha (Campanha, 28 d'abril de 1865 — Rio de Janeiro, 8 de maig de 1950) va ser un important metge científic, immunòleg i investigador biomèdic brasiler, de renom internacional.

## Vida i obra
Fill de Manuel de Santos Pereira Júnior i de Maria Carolina Pereira de Magalhães, es va casar en primeres núpcies amb la seva cosina en segon grau, Maria de la Conceição Filipina de Magalhães. Quan va quedar vidu, es va casar amb na Dinah Carneiro Vianna. Per la banda familiar materna - els Pereiras de Magalhães - Vital tenia consanguinitat amb el màrtir de la Inconfidência Minera, Joaquim José de Silva Xavier, Tiradentes, i era besnebot del professor i major Joaquim Leonel Pereira de Magalhães, avi de la seva primera dona. Vital va ser l'oncle del cèlebre empresari i mecenes de les arts Oscar Americano de Caldas Filho. Per part de pare, era cosí en primer grau del 9è President del Brasil (1914-1918), Venceslau Brás Pereira Gomes.
Va passar part de la seva infància a Caldas, on van néixer els seus cinc germans més joves. Allà hi havia un pastor presbiterià i la família va convertir-se al protestantisme. El religiós hi va fundar una escola, on hi va estudiar Vital.
Vital va estudiar Medicina a la Facultat de Medicina de Rio de Janeiro, enmig de grans dificultats financeres, graduant-se amb grans notes l'any 1891. De tornada a São Paulo, va practicar la medicina clínica en diverses ciutats de l'interior de l'Estat. En aquesta època, va presenciar la mort de diverses persones, principalment llauradors, víctimes de picades de serps.
Com a metge sanitari, va participar de les brigades de combat a la febre groga i a la pesta bubònica en diverses ciutats de l'estat de São Paulo. Coincidentment, algunes dècades més tard, el seu cosí - per la banda Pereira de Magalhães - el doctor Ademar Paoliello, va seguir el mateix camí.

A més del seu treball com a metge, també va crear una de les primeres escoles del Brasil que alfabetitzaven nens de dia i adults de nit. Va desenvolupar materials d'informació, especialment per a la població del camp, sobre com protegir-se de les cobres i altres animals verinosos. Va crear una caixa de fusta, barata i segura, perquè els pagesos poguessin capturar cobres i va signar convenis amb les companyies ferroviàries per a transportar-les, ja que eren essencials en la fabricació de sèrum.

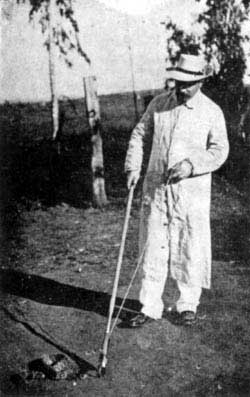
Vital Brazil el 1911.

Convidat pel govern estatal, va ingressar, el 1897, a l'Institut Bacteriològic de l'Estat de São Paulo, dirigit per Adolfo Lutz. Va ser llavors quan va iniciar les seves recerques biològiques. Va treballar juntament amb Oswaldo Cruz i Emílio Ribas en el combat contra la pesta bubònica, tifus, verola i febre groga.
Va rebre del govern de Rodrigues Alves la Hisenda Butantan, als marges del riu Pinheiros, a São Paulo, on posteriorment fundaria i instal·laria l'Institut Butantan. Va ser allí que va desenvolupar, amb escassos recursos, importants treballs de recerca i producció de medicaments. Els primers flascons de sèrum antipesta van començar a ser lliurats després de quatre mesos de treball.
El 1903, després d'una intensa recerca va aconseguir enunciar científicament el sèrum antiofídic, desenvolupat a partir del Piroplasma vitalli, paràsit en la sang dels gossos. Després d'aquest esdeveniment, altres sèrums van ser produïts a l'Institut Butantan. També es van produir vacunes contra tifus, verola, tètanus, psitacosi, disenteria bacil·lar i BCG. Les sulfamides i penicil·lines vindrien més tard. Les picades d'aranyes verinoses, escorpins i escolopendres van donar origen a nous sèrums. Va freqüentar durant un bon temps l'Institut Pasteur de París. També va ser el fundador de l'Institut Vital Brazil, a Niterói.
Vital es faria mundialment conegut pel descobriment de l'especificitat del sèrum antiofídic, contra picades d'aranya, del antitetànic i antidiftèric i del tractament per a picada d'escorpins.

### La importància de l'especificitat

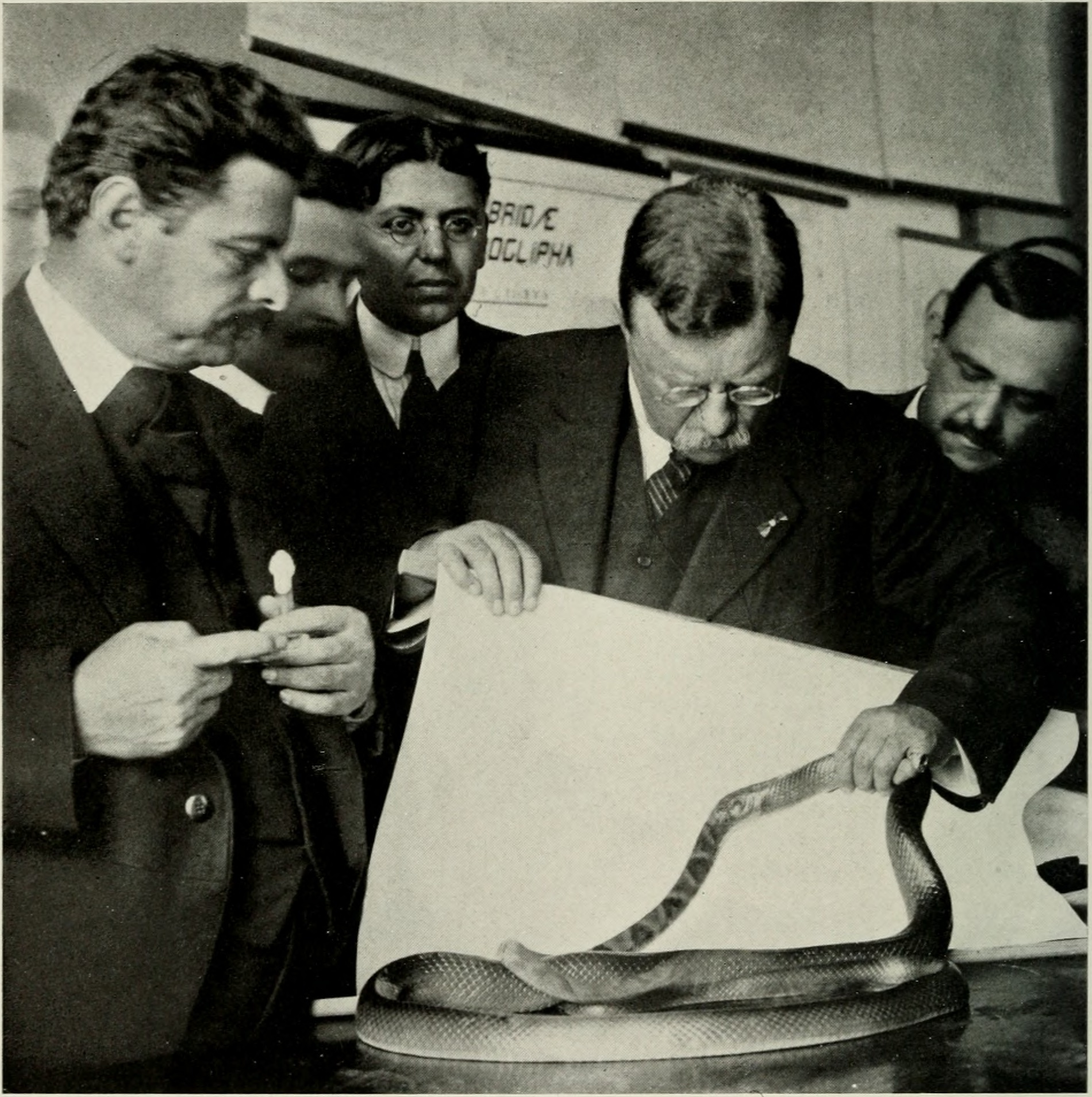
Vital Brazil (1r esq.) amb Theodore Roosevelt (2n dreta) a l'Institut Butantan.

El seu descobriment sobre l'especificitat dels sèrums antiverins va establir un nou concepte en la immunologia, i el seu treball sobre la dosis dels sèrums antiofídics va generar tecnologia inèdita. La creació de tals sèrums específics i l'antiofídic polivalent va oferir a la medicina, per primera vegada, un producte realment eficaç en el tractament de l'accident ofídic que, sense substitut, roman des de fa més d'un segle salvant centenars de vides.
Consagrat en un congrés científic als EE.UU. el 1915, el seu treball immediatament va despertar l'interès d'Europa, on es trobava l'avantguarda de la recerca mèdica de l'època, i li va valer el reconeixement mundial.

### Institut Butantan
Vital Brazil va ser el creador de l'Institut Butantan, a São Paulo, instal·lat en una hisenda antiga i distant de la ciutat, comprada pel govern de l'estat de São Paulo perquè funcionés un laboratori per a la producció de vacunes. El document de compravenda de la hisenda té data del 24 de desembre de 1899 i l'activitat científica va iniciar-se formalment el 23 de febrer de 1901.
A partir d'aquest començament precari i difícil, l'Institut va créixer ràpidament. Mesos després de la inauguració, l'entitat ja produïa sèrums antipesta i antiofídic, d'aquí va rebre el nom Instituto Serumtherapico do Estado de São Paulo. El 1925, va passar a dir-se Institut Butantan. A dia d'avui, continua sent un centre de referència i excel·lència, en diverses àrees científiques.
L'Institut Butantan representa un marc en la ciència experimental brasilera, desenvolupant un significatiu nombre de recerques d'elevat valor científic, educant les poblacions rurals en l'adopció de tractaments eficaços i en la prevenció d'accidents ofídics, i creant aquella que va ser, possiblement, la primera escola d'alfabetització d'adults.

## Institut Vital Brazil

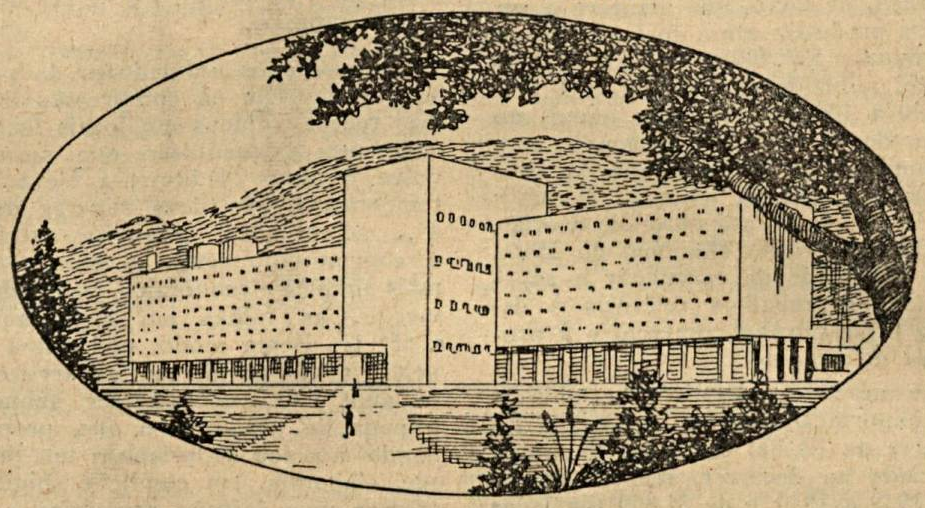
Dibuix de l'edifici principal de l'IVB, 1944.

Després de deixar la direcció de l'Institut Butantan, el 1919, Vital Brazil va marxar a Rio de Janeiro. Malgrat ser convidat per Carlos Chagas per a treballar a Manguinhos (posteriorment reanomenada FioCruz), va preferir fundar un nou laboratori, ja que creia que el Brasil necessitava de més institucions científiques, on l'estudi i la recerca s'ocupessin de la solució dels seus greus problemes. El mes de juliol de 1919, va fundar a Niterói l'Institut Vital Brazil, amb el suport del llavors Governador de l'Estat de Rio de Janeiro, Dr. Raul de Morais Veiga.
Les actuals instal·lacions, considerades una joia de l'arquitectura modernista, projectades i construïdes pel seu fill, Álvaro Vital Brazil, llavors amb 34 anys. Fou un important nom de l'arquitectura modernista brasilera, seguint l'estel de noms com Lúcio Costa i Oscar Niemeyer. El complex fou inaugurat el setembre de 1943, amb la presència del president de la República, Getúlio Vargas i ocupa una superfície de 10 ha, al barri de Vital Brazil de Niterói.
La seva serietat, perseverança i dedicació van fer d'aquest Institut un important centre de recerques, únic per la seva organització en l'àmbit nacional i reconegut internacionalment com a establiment científic pels treballs de valor aquí realitzats.

## Família
Del primer matrimoni, el 1892, amb Maria de la Conceição Philipina de Magalhães –la seva cosina en segon grau– va tenir 12 fills. Vidu el 1913, es va casar novament el 1920 amb Dinah Carneiro Vianna, amb qui va tenir nou fills més. Divuit fills van arribar a l'edat adulta, nou del primer i els nou de les segones noces, 6 homes i 3 dones de cadascun d'ells. Alguns dels seus fills van ser figures cèlebres:
- Vital Brazil Filho: Va ser un dels fundadors de la facultat de veterinària de la UFF, juntament amb Américo Braga. Continuador del treball del seu pare, va morir de septicèmia després de contaminar-se fortuïtament durant un experiment. Dona nom al carrer on està instal·lada aquesta Facultat i el Directori Acadèmic.[11]
- Oswaldo: Va rebre el nom en homenatge al científic Oswaldo Cruz. Va treballar al costat del pare, i va fer carrera científica en la Universitat Estadual de Campinas (Unicamp), en farmacologia, va ser professor i científic.[11]
- Enos: metge veterinari, cap de Farmacologia de la Unicamp i vicepresident de la Fundació Oswaldo Cruz a Rio de Janeiro.
- Horus: metge per la Facultat Fluminense de Medicina, on va ser un alumne brillant. Fou un dels fundadors de la Societat de Psicoanàlisi Iracy Doyle. Estudiós de la teoria i de la clínica, seguidor de Freud i va treballar en la difusió de les teories psicoanalítiques. Va mantenir grups d'estudi fins a poc abans de morir. Va publicar molts llibres i articles.[22]

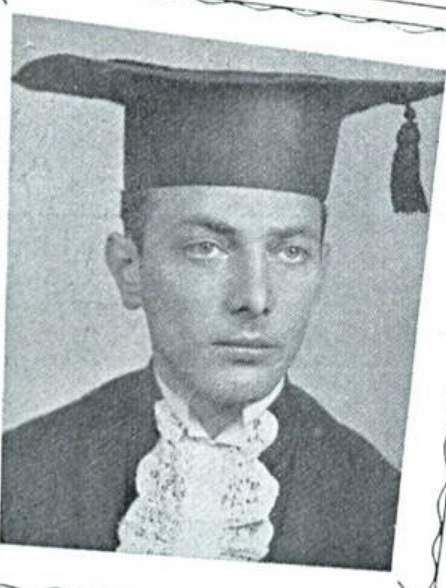
Álvaro Vital Brazil, 1946

- Álvaro Vital Brazil, 1946Ícaro: advocat, empresari, comandant de la Força Aèria Brasilera.
- Acácia: va ser una arpista consagrada mundialment. Va iniciar els estudis de música en arpa sent una infant.
- Vitalina: també es va dedicar a la música. Era pianista i va fer moltes presentacions a Europa, principalment a França.
- Álvaro: es va formar en Enginyeria i Arquitectura. Contemporani i amic d'Oscar Niemeyer, Lúcio Costa i Burle Marx, es va destacar en el Modernisme brasiler. Va construir l'actual seu de l'IVB i l'Edifici Esther, a São Paulo, entre d'altres.[23]
- Lael: exerceix com a historiador de la família Vital Brazil, documentant-ne l'arbre genealògic. Va escriure quatre llibres sobre el treball del seu pare. És aviador jubilat.[2]
- A més, el seu gendre Augusto Esteves, casat amb Alvarina, va ser il·lustrador científic de l'IVB i col·laborador habitual del seu sogre. Va destacar pel preciosisme i la tècnica amb la ploma. Va ser també qui va dissenyar la identitat corporativa de l'Institut. Va ser homenatjat per la Facultat de Medicina de la Universitat de São Paulo.[24]

## Homenatges
- El seu nom és honrat com a patró de la cadira núm. 62 de l'augusta "Acadèmia de Medicina de São Paulo".[25]
- El 15 de desembre de 2014, fou homenatjat en una cerimònia al Museu Nacional d'Història Natural de París, on es va inaugurar una placa commemorativa al·lusiva als 120 anys del descobriment del sèrum antiofídic.[26]

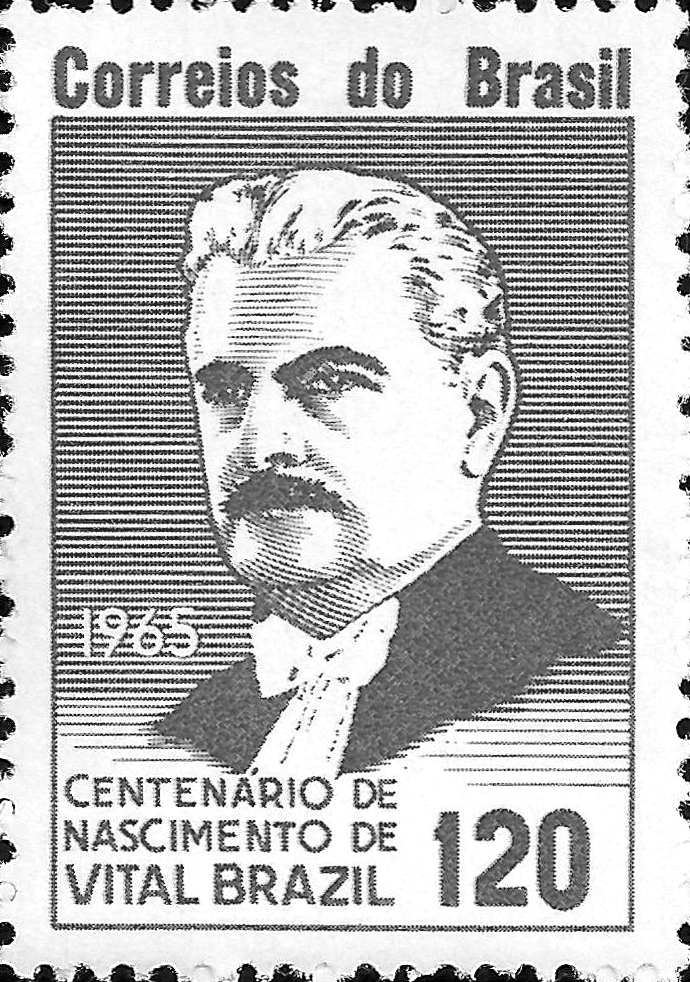
Segell emès en el centenari del metge.

- Segell emès en el centenari del metge.La Casa de la Moneda del Brasil va expedir un billet per valor de 10.000 cruzeiros, on a l'anvers apareixia l'efígie del científic i un gravat que representava una escena clàssica d'extracció del verí –tasca bàsica per a la producció de sèrums–, i al revers s'hi veia un panell calcogràfic mostrant un antic terrari i una escena de dues serps, una mussurana i una Bothrops.[27] Correios do Brasil també va emetre segells amb el rostre del mineiro.[28]
- Va ser triat Brasiler del segle xx per la revista Isto é.
- El 1951 els alumnes de la Facultat de Medicina de Sorocaba (avui Facultat de Ciències Mèdiques i de la Salut de la PUC-SP) van fundar el Centre Acadèmic Vital Brazil (CAVB), l'Associació Atlètica Acadèmica Vital Brazil (AAAVB) i la farmàcia comunitària Vital Brazil, homenatjant el sanitarista.
- L'Hospital Vital Brazil de São Paulo, entitat part de l'Institut Butantan, va ser fundat a finals de 1945 i és una referència nacional en l'atenció a víctimes d'accidents amb animals verinosos.[29]
- L'Institut Butantan reprodueix, en el seu Museu Històric fundat l'11 de juny de 1981, el laboratori en què treballava el metge.[30]
- A la ciutat de São Paulo s'hi troben l'Avinguda Vital Brasil, en el Barri del Butantã, zona Oest de la ciutat. Un dels extrems de la via se situa en l'accés principal de l'Institut Butantan.[31]
- El barri on se situa la seu de l'IVB a Niterói es diu Vital Brazil.[32] Una important avinguda d'aquesta ciutat també es diu Vital Brazil en el seu homenatge.[4]
- A la ciutat de Campanha, Minas Gerais, la casa on el científic va néixer abriga avui el Museu Vital Brazil. Edificada el 1830, en l'estil arquitectònic del període colonial, teules fetes a mà per esclaus i parets de "pau a pique". Hi estan exposats documents, recerques, certificats, fotografies i llibres. Inaugurat el 1988, el local funciona avui com a centre divulgador dels treballs i de la vida del científic.[11]

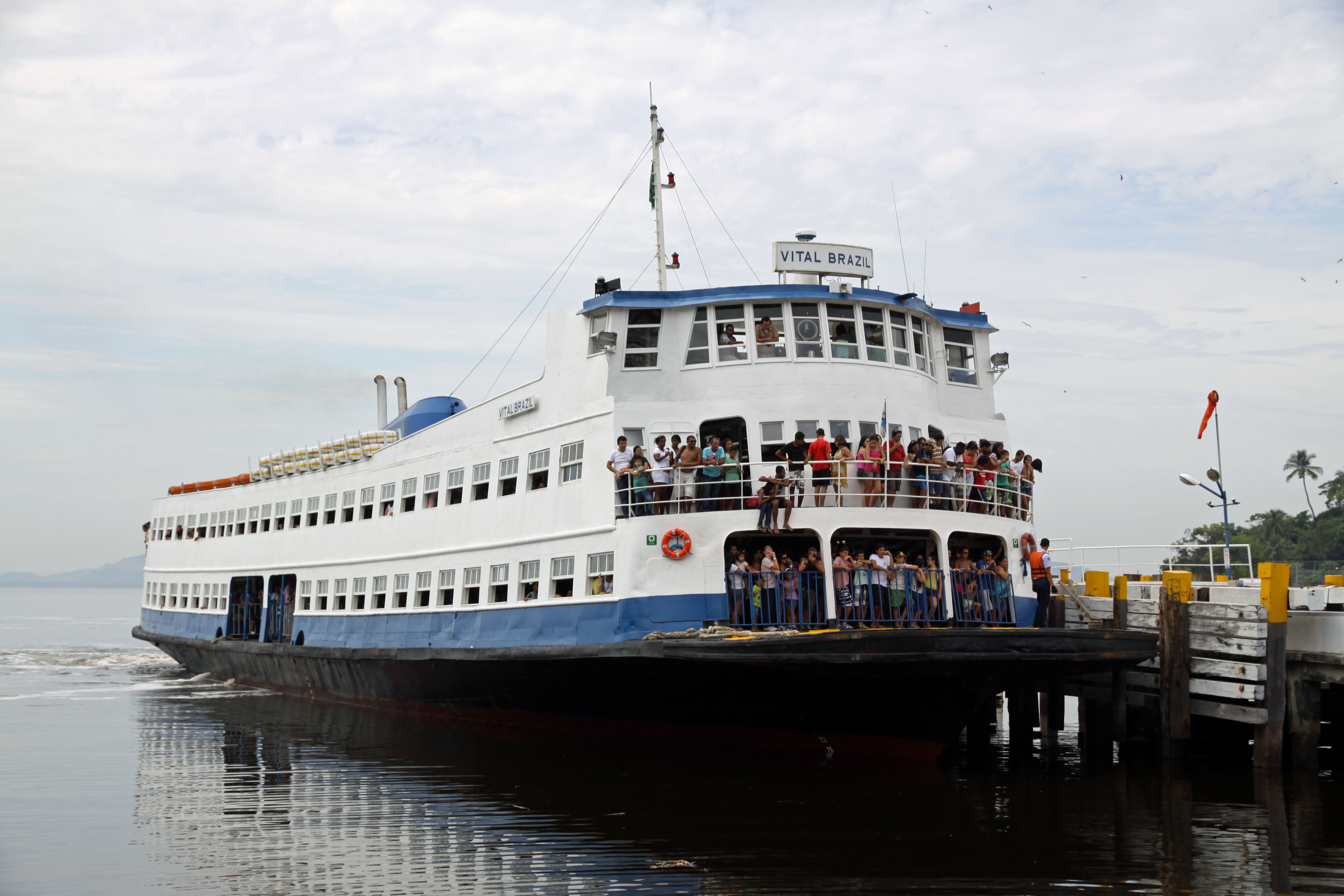
El transbordador Vital Brazil a la badia de Guanabara.

- El transbordador Vital Brazil a la badia de Guanabara.La barca "Vital Brazil" és un dels ferris que realitza el transport de passatgers entre les ciutats de Rio de Janeiro i Niterói.[33]
- Pel Projecte de llei 1604/2003 del Congrés Nacional, el nom del científic Vital Brazil fou proposat per entrar en el Llibre dels Herois i Heroïnes de la Pàtria, encara en estudi.[34]
- L'editorial Duna Dueto va publicar una biografia sobre l'investigador, escrita per Nereide Schilaro Santa Rosa, la primera escrita per a un públic infantil sobre un científic brasiler. Forma part de la serie Nomes do Brasil (“Noms del Brasil”), que homenatja algunes de les principals personalitats del país.[35]
- Un tram d'uns 200 km de la carretera BR-267, que connectava Juiz de Fora i Poços de Caldas, totes dues a Minas Gerais, fou batejat amb el nom del metge. Amb tot, hi ha en curs un projecte de llei pel reanomenament de la via en la seva totalitat, que en cas d'aprovació passaria a anomenar-se Presidente Itamar Franco.[36]
- Molts altres llocs han triat l'epònim de Vital Brazil, com un col·legi de Campanha i un altre a São Paulo,[37][38] o un barri a la ciutat paulista de Mauá.[39]